# 合恩角

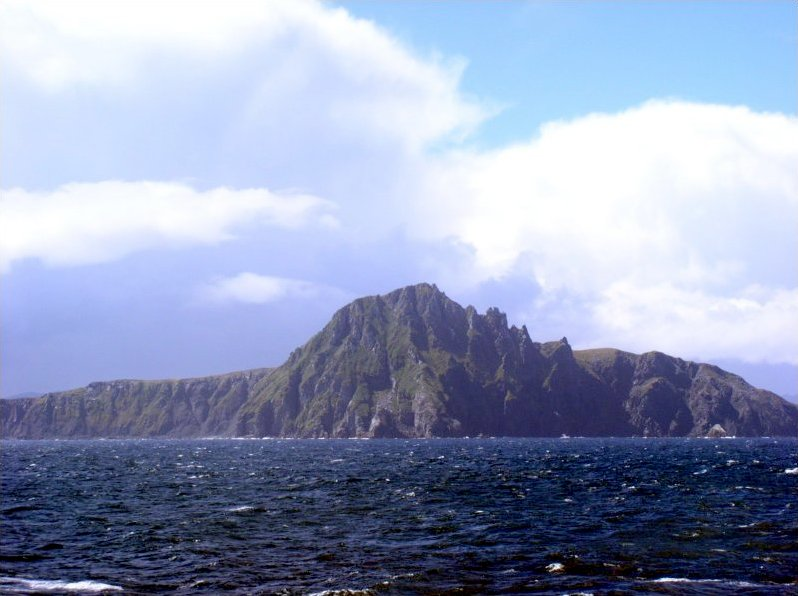
從合恩角南面观察

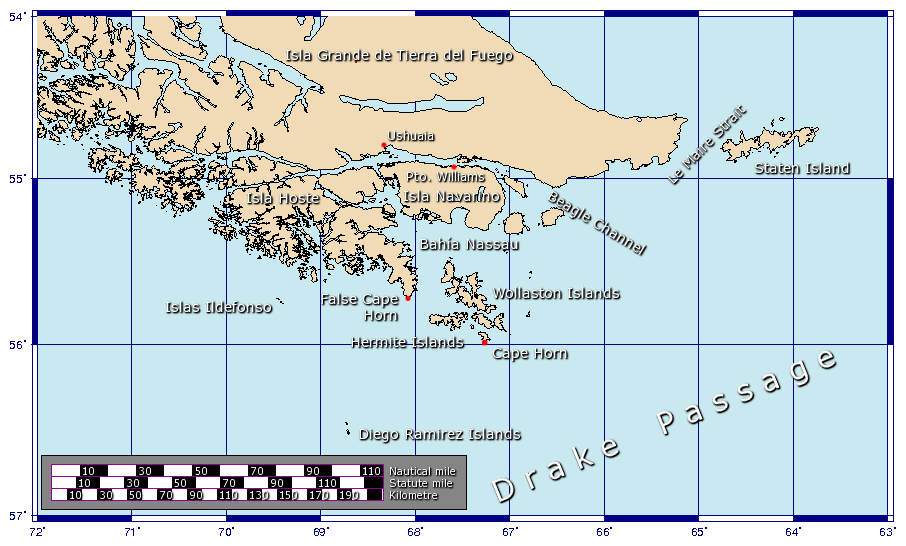

55°58′48″S 067°17′21″W / 55.98000°S 67.28917°W
合恩角（荷蘭語：Kaap Hoorn）是南美洲智利火地群岛南端的陆岬，位於合恩島，被广泛认为是南美洲的最南端。它的座標是南緯55度59分00秒；西經67度17分00秒。這裏的天氣長達半年以上有下雪機會。
合恩角為世界五大海角之一（好望角、露紋角、塔斯馬尼亞的东南角、斯地沃爾特的西南角），亦有著「海上墳場」之稱，因為位於美洲大陸最南端，隔德雷克海峽與南極相望，屬於次南極疆域，堪稱世界上海況最惡劣的航道。風暴異常，海水冰冷。歷史上，曾有500多艘船隻在合恩角沉沒，兩萬餘人葬身海底。第一個成功通過合恩角的歐洲探險家為威廉·斯考滕，他在1616年通過此處，並以他的家鄉霍伦（荷兰语：Hoorn）來命名，這也是合恩角荷兰语名Kaap Hoorn得名的由來。